# ارباب حلقه‌ها: جستجوی آراگورن
ارباب حلقه‌ها: جستجوی آراگون (به انگلیسی: The Lord of the Rings: Aragorn's Quest) یک بازی رایانه‌ای منتشر نشده توسط شرکت وارنر بروس اینتراکتیو اینترتینمنت است. این بازی در تاریخ ۱۳ آبریل، ۲۰۱۰ برای وی, نینتندو دی‌اس, پلی‌استیشن ۲, پلی‌استیشن همراه عرضه خواهد شد و سازنده آن هداسترانگ گیمز می‌باشد.